# Burg von Berat
Die Burg von Berat (albanisch Kalaja e Beratit) ist das befestigte Burgviertel der mittelalbanischen Stadt Berat. Die heutige Befestigung stammt hauptsächlich aus dem 13. Jahrhundert. Sie umfasst eine Zitadelle, Wohnhäuser und viele byzantinische Kirchen und osmanische Moscheen, darunter die Rote Moschee und die Moschee von Bayezid II., wobei die Moscheen allerdings zerstört wurden.

## Lage

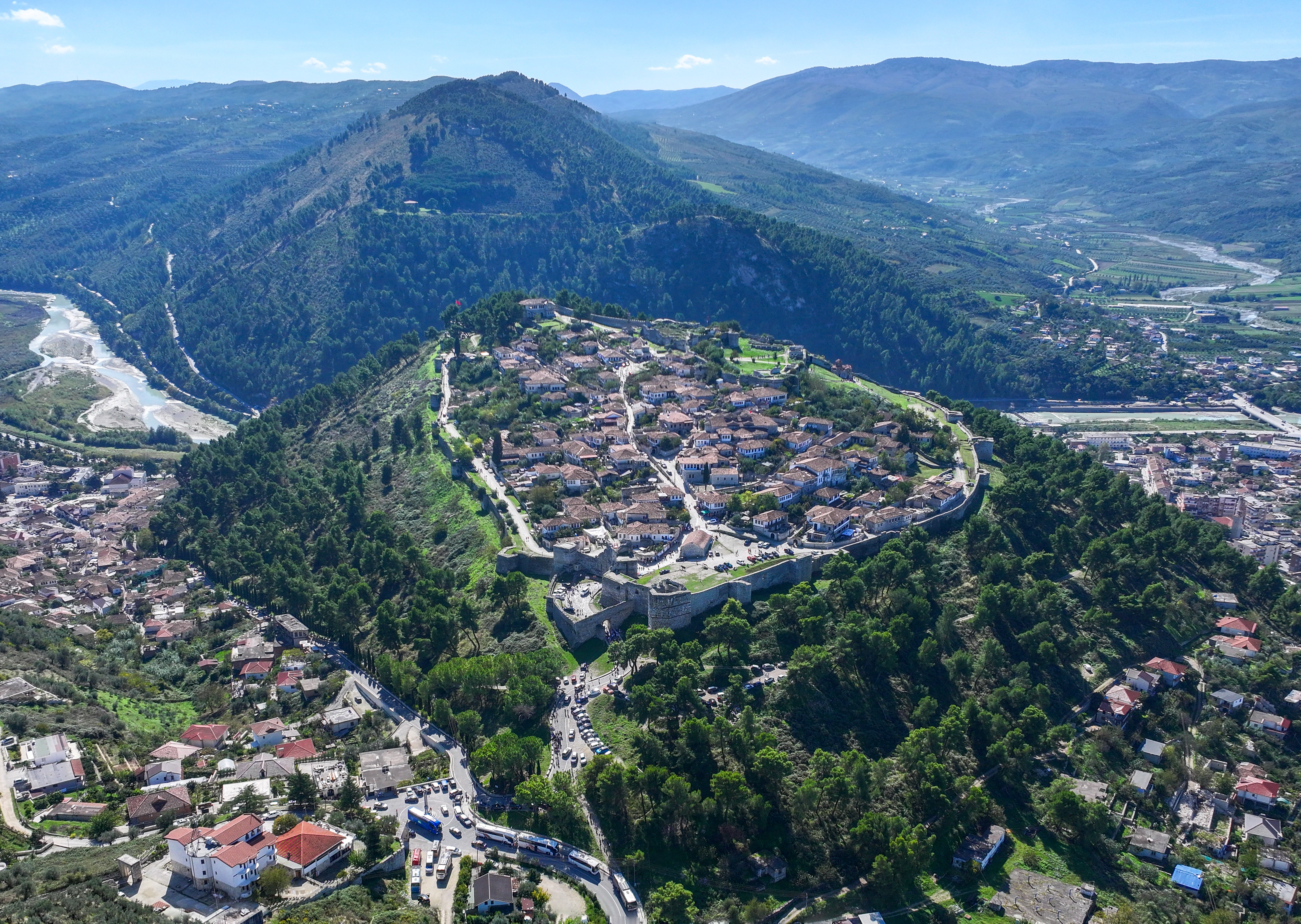
Der Burghügel von Norden gesehen

Die Gipfelburg – eigentlich eine befestigte Stadt – wurde auf einem felsigen Hügel (241 m ü. A.), der sich fast 200 Meter über die Stadt erhebt, am rechten Ufer des Flusses Osum errichtet. Der Hügel mit einem nach Norden abfallenden Plateau fällt vor allem im Süden und Westen steil zum Fluss ab.
Am südlichen Rand der Myzeqe passiert hier der Osum zwischen dem Burghügel im Nordosten und dem Berg von Gorica im Süden eine letzte Engstelle, bevor er aus dem südalbanischen Bergland in die Ebene austritt.
Die Mauern umfassen eine Fläche von 9,6 Hektar.

## Geschichte

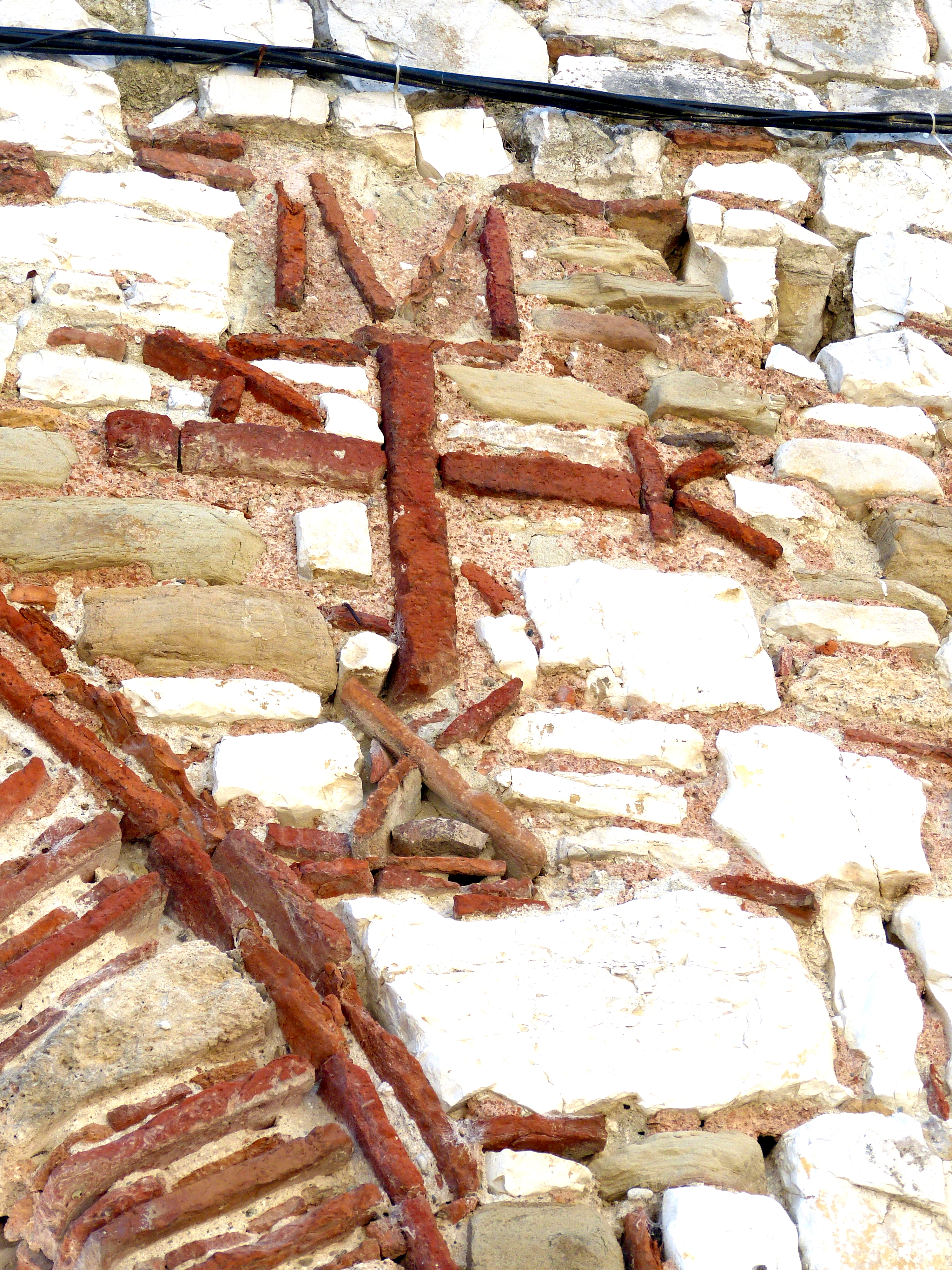
Monogramm von Michael Komnenos auf den Mauern der Burg.

Der Hügel war schon in der Antike befestigt. Die Anlage stammt aus dem späten 4. Jahrhundert oder frühen 3. Jahrhundert v. Chr. Die heutigen Mauern stehen auf diesen antiken Fundamenten.
Nachdem die Mauern 200 v. Chr. von den Römern niedergebrannt worden waren, wurden sie im 5. Jahrhundert unter dem römischen Kaiser Theodosius II. verstärkt, um sie vor den barbarischen Einfällen in den Balkan zu schützen. Anschließend wurden sie im 6. Jahrhundert unter Kaiser Justinian I. und im 13. Jahrhundert unter dem Despoten des Epirus sowie insbesondere Michael I. Komnenos Doukas, einem Cousin des byzantinischen Kaisers, wiederaufgebaut. Diese letzte Phase kann als Monogramm gesehen werden, das aus roten Ziegelsteinen besteht, die in eine Mauer der Anlage eingelassen sind. Berat stand Mitte des 14. Jahrhunderts unter der Herrschaft von John Komnenos Asen, unter dem vielleicht  auch die Zitadelle entstand.
Die Burg von Berat stammt in ihrem jetzigen Zustand, wenn auch erheblich beschädigt, aus osmanischer Zeit. Die Fläche, die sie umfasst, ermöglichte es, einen beträchtlichen Teil der Stadtbewohner unterzubringen. Die Gebäude innerhalb der Mauern wurden im 13. Jahrhundert erbaut. Das Burgviertel hatte eine christliche Bevölkerung und verfügte über etwa 20 Kirchen, die mehrheitlich im 13. Jahrhundert erbaut wurden. Die Rote Moschee, die der osmanische Garnison diente, wurde im 15. Jahrhundert erbaut und zählte zu den ältesten Moscheen des Landes. Die Kirchen sind über die Jahre mehr und mehr verfallen, und nur wenige sind erhalten geblieben.
1768 wurde nochmals stark an der Ausbesserung der Wehranlagen gearbeitet. Unter Ali Pascha Tepelena kamen nochmals Türme hinzu.
Die Burg ist auf der Rückseite der albanischen 10-Lek-Münze abgebildet, die 1997, 2001, 2010 und 2014 ausgegeben wurde.

## Bauten und Sehenswürdigkeiten

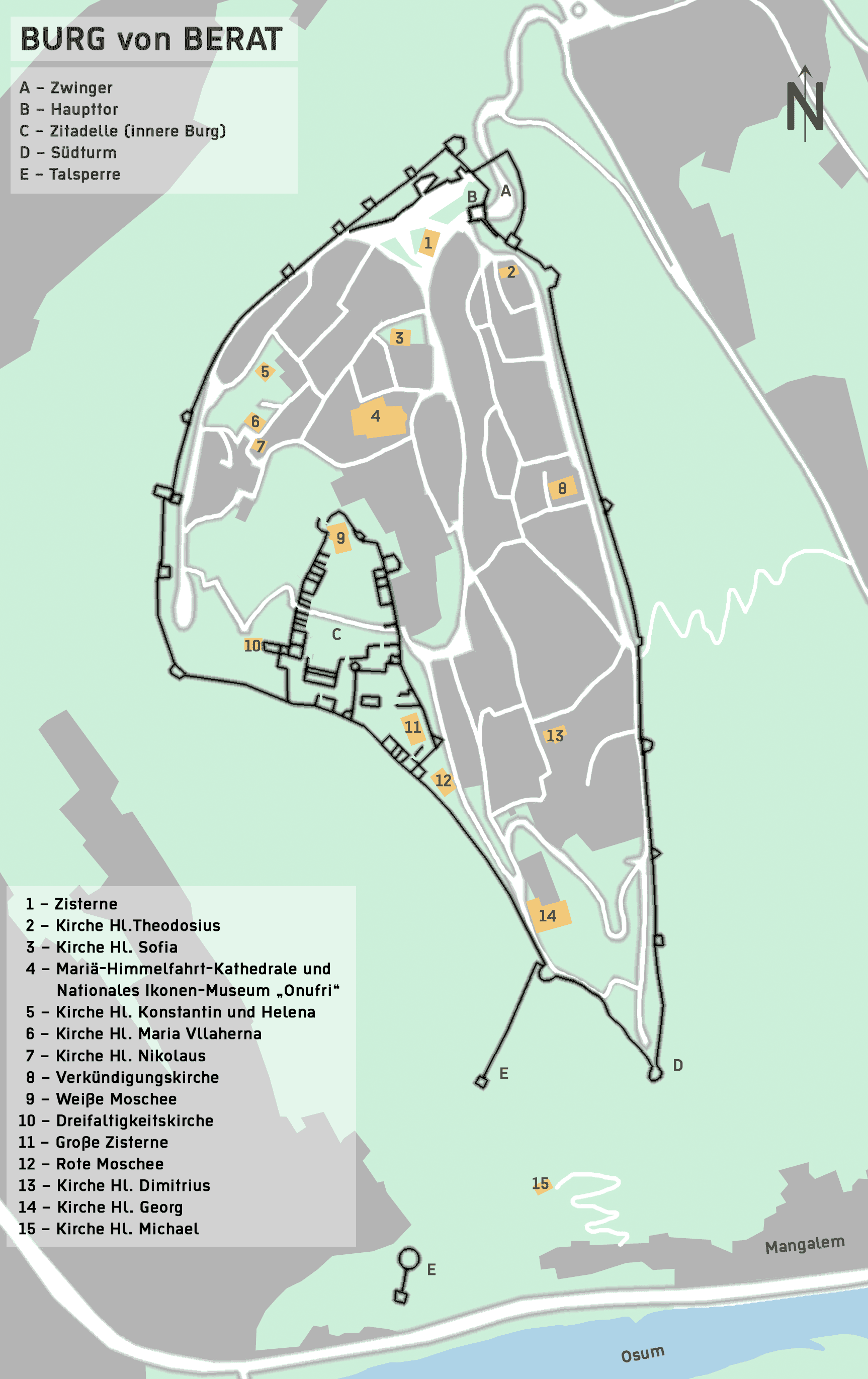
Plan der Anlage

Die Burg ist wie das ganze historische Zentrum von Berat Teil des UNESCO-Welterbes Historische Zentren von Berat und Gjirokastra. Die Anlage ist dicht bebaut, zu einem guten Teil mit Wohnhäusern. Es gibt zahlreiche Kirchen, die meist verschlossen sind. Dazwischen führen verwinkelte Gassen durch die Häuser.
Die Umfassungsmauer der Stadt ist noch vollständig erhalten. Der Haupteingang an der Nordseite, wo antike Reste sichtbar sind, wird durch einen befestigten Innenhof verstärkt. 24 Türme sichern die Stadtmauern. Daneben gibt es drei kleinere Nebeneingänge. Die Mauer der Zitadelle an der höchsten Stelle des Hügels umfasst fünf weitere Türme und zwei Tore (eines im Osten zur Stadt, das zweite im Südwesten durch die Stadtmauer in den steilen Hang des Hügels). Eine quer durch die Zitadelle verlaufende Mauer trennte einen Herrensitz ab. An der Südspitze wurden im Mittelalter zwei Wehrmauern errichtet, die bis zum Fluss hinunter führten. Sie waren am Ufer durch eine weitere Mauer verbunden. Dadurch sollte im Fall einer Belagerung die Versorgung mit Wasser sichergestellt sein.
Wichtige Baudenkmäler sind:
- Marienkathedrale, die das Onufri-Museum beherbergt
- Dreifaltigkeitskirche
- Rote Moschee (Ruine)
- Weiße Mosche (Ruine)
- Zitadelle mit Zisterne (Ruine)

## Bilder

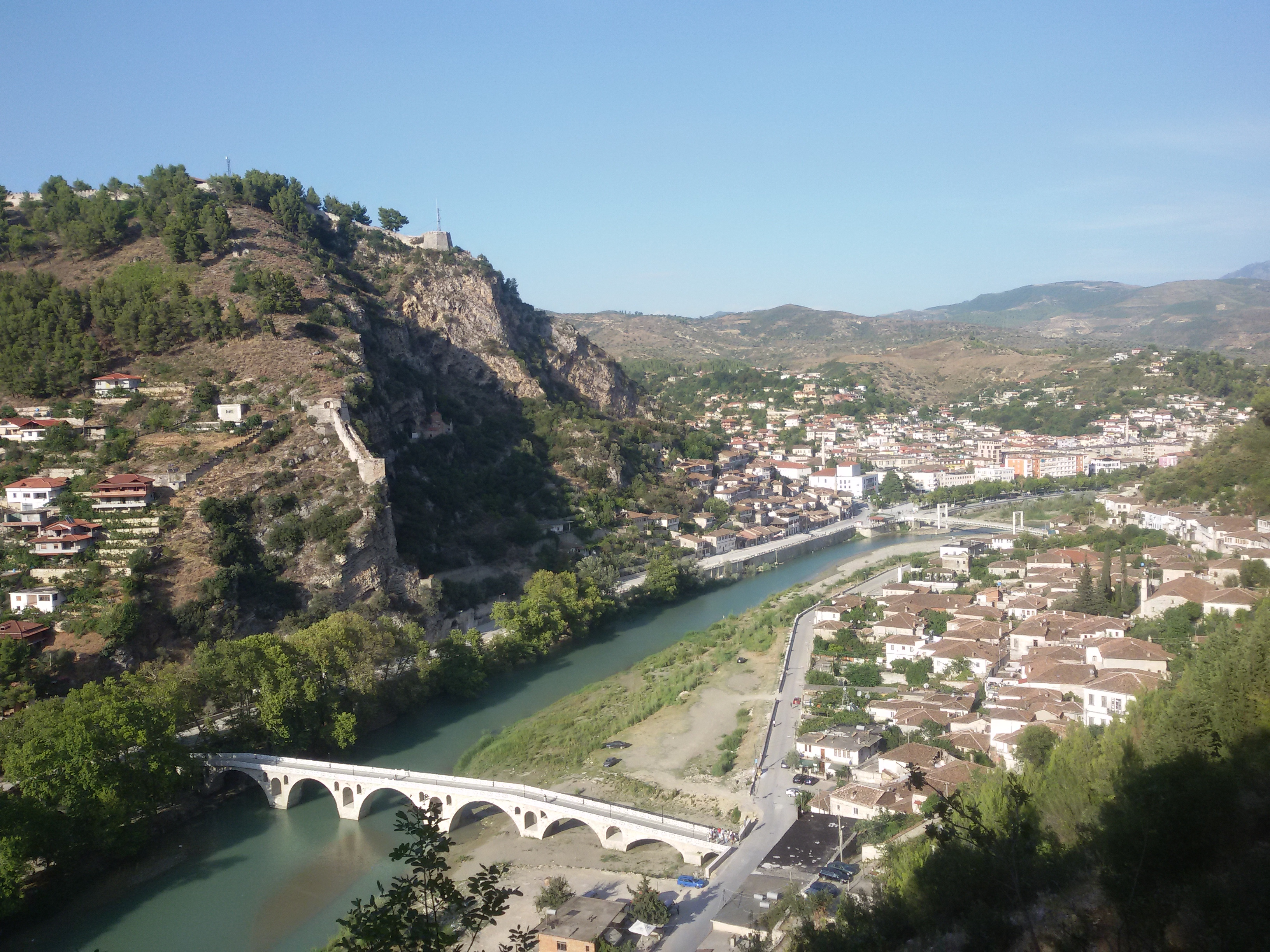
Der Burgfelsen
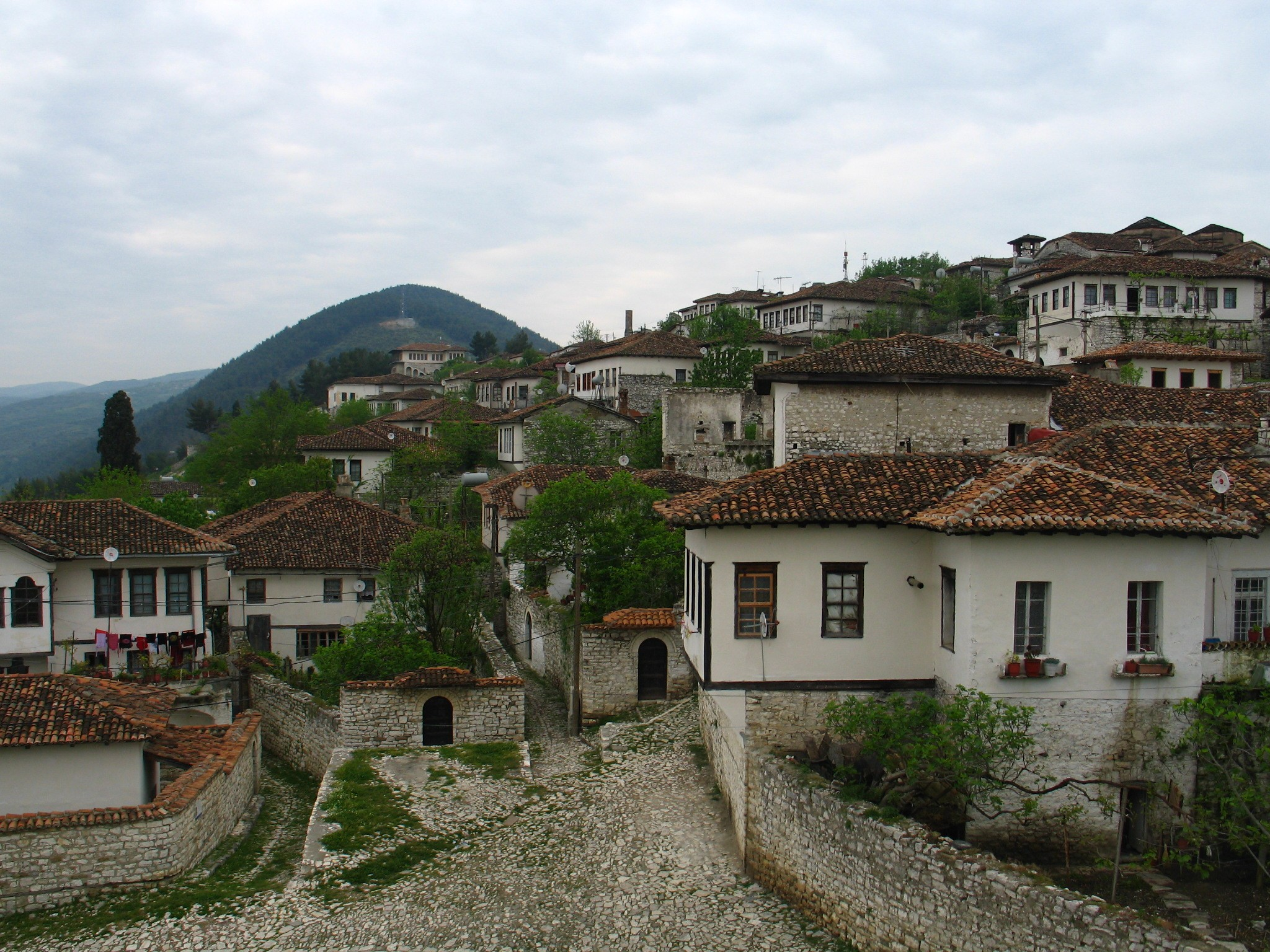
Wohnhäuser im Burgviertel
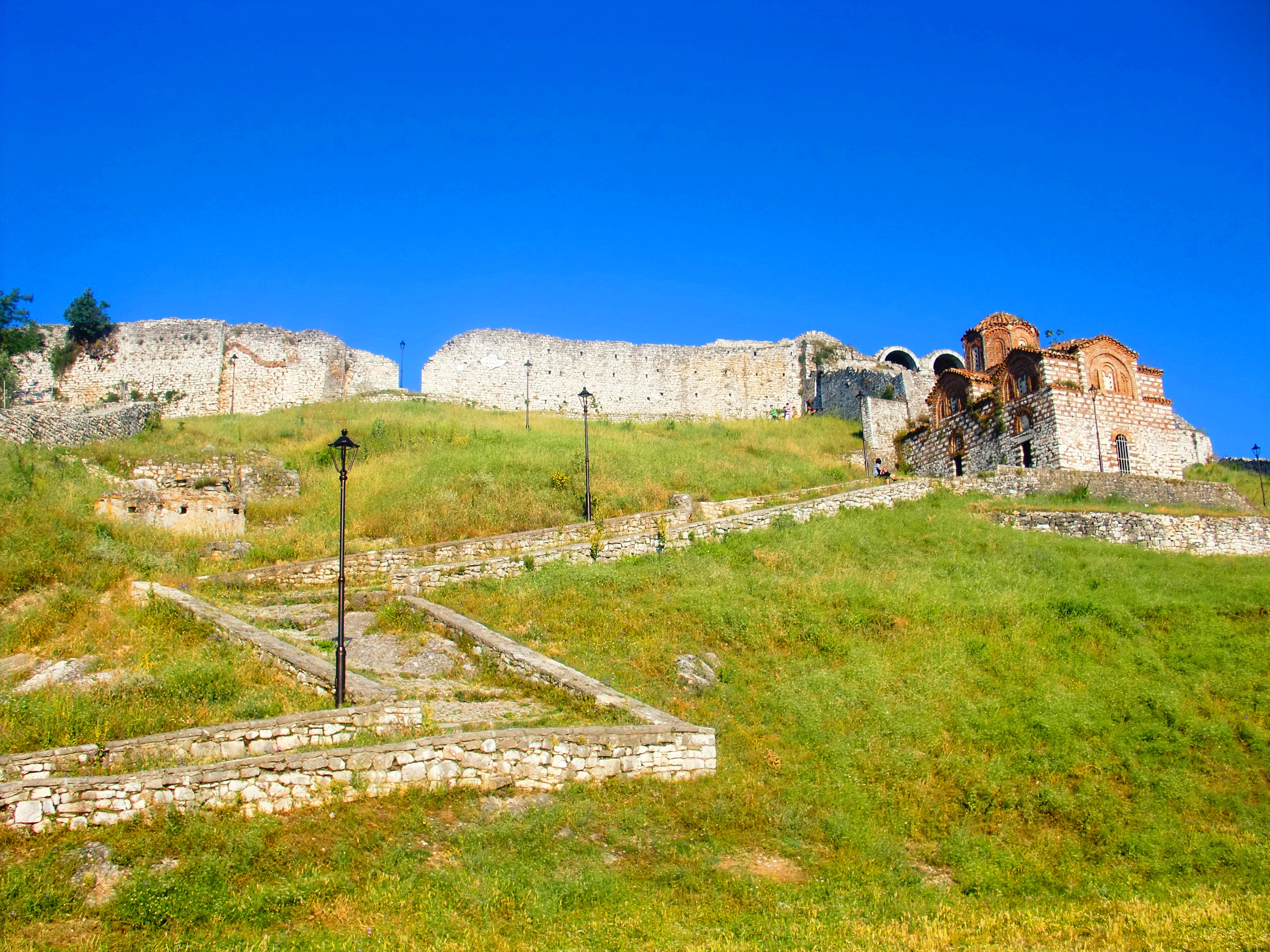
Dreifaltigkeitskirche und Zitadelle
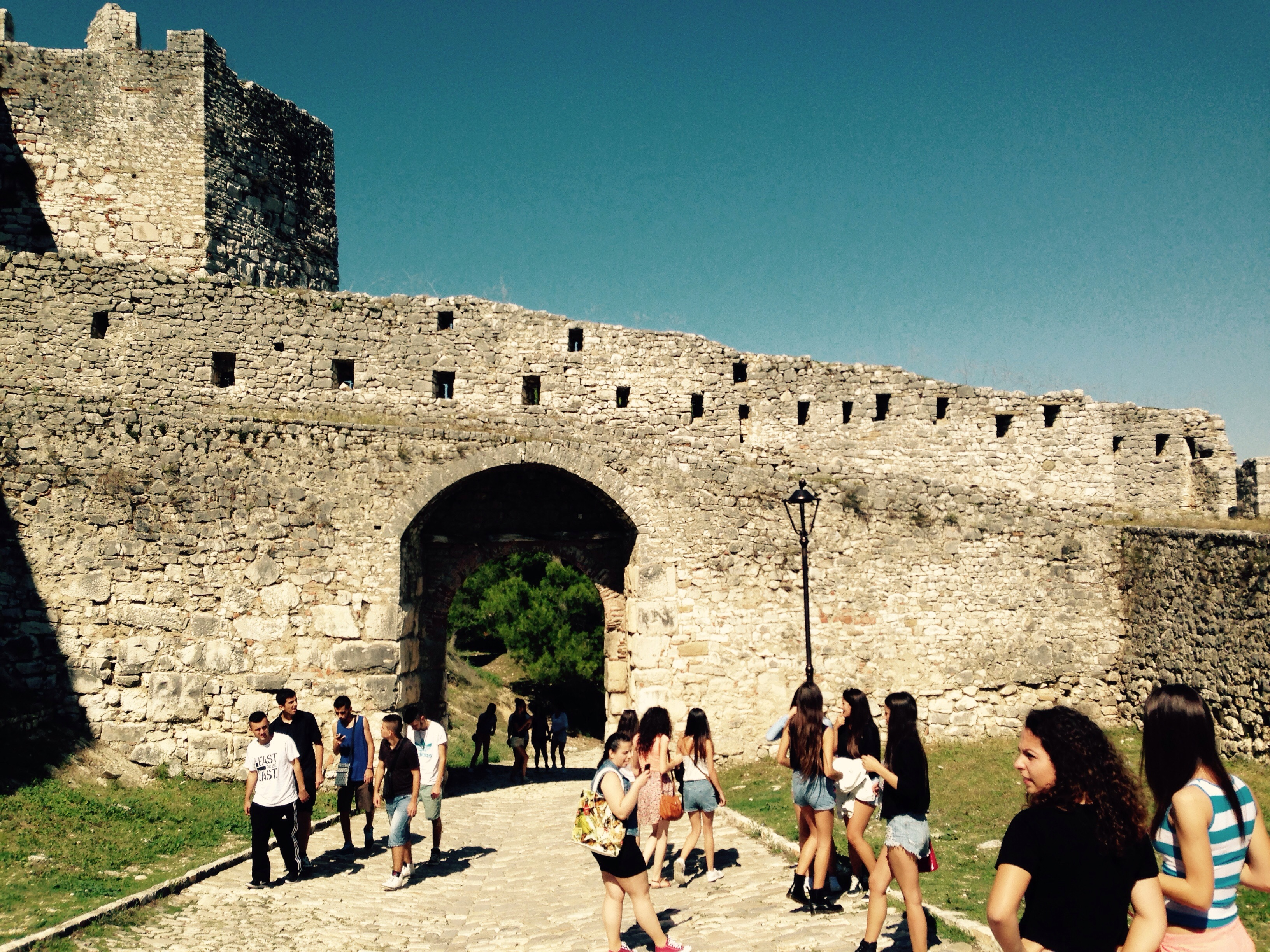
Touristen am Hauptzugang